# BLISS (langage)
Pour les articles homonymes, voir BLISS.
BLISS est un langage de bas niveau développé dans les années 1970 à l'université Carnegie-Mellon par William Wul, D. B. Russell et Nico Habermann. Très populaire jusqu'à l'avènement du C, certains hackers des Laboratoires Bell le comparaient encore avec ce dernier pour certains de leurs projets.

## Exemple de code
Cet exemple est un extrait du manuel Bliss Language Manual:
```
MODULE E1 (MAIN = CTRL) =
BEGIN
FORWARD ROUTINE
    CTRL,
    STEP;
ROUTINE CTRL =
!+
! This routine inputs a value, operates on it, and
! then outputs the result.
!-
    BEGIN
    EXTERNAL ROUTINE
        GETNUM,     ! Input a number from terminal
        PUTNUM;     ! Output a number to terminal
    LOCAL
        X,          ! Storage for input value
        Y;          ! Storage for output value
    GETNUM(X);
    Y = STEP(.X);
    PUTNUM(.Y)
    END;
ROUTINE STEP(A) =
!+
! This routine adds 1 to the given value.
!-
    (.A+1);
END
ELUDOM

```

## Versions
- BLISS-10
- BLISS-11 - un compîlateur croisé pour PDP-11
- BLISS-16
- BLISS-16C - version DEC du BLISS-11
- BLISS-32
- BLISS-36
- BLISS-64
- Common BLISS - version portable